# Араи, Кодзо
Кодзо Араи (яп. (荒井 公三; род. 24 октября 1950, Этадзима, Хиросима) — японский футболист. Выступал за сборную Японии.

## Клубная карьера
В 1969 году после окончания средней школы Араи присоединился к команде «ДЖЕФ Юнайтед Итихара Тиба» (ранее — «Фурукава Электрик»). В 1976 году клуб выиграл чемпионат Японии и Кубок Императора. А в 1977 году «Фурукава Электрик» завоевала Кубок лиги. В 1978 году Араи завершил карьеру. В чемпионате он провел 124 матча и забил 17 мячей. Четыре раза он был включен в символическую сборную лиги (1971, 1973, 1974 и 1976).

## Карьера в сборной
В декабре 1970 года Араи был вызван в сборную Японии на Азиатские игры года. В этом турнире 10 декабря он дебютировал в матче против Малайзии. Он также играл на Азиатских играх 1974 года, в матчах квалификации на Летние Олимпийские игры 1972 и 1976 годов, отборочных матчах к чемпионату мира 1974 года,  и квалификации к Кубку Азии 1976. В общей сложности Араи провел 47 игр и забил 4 гола за национальную команду..

## Статистика

### В клубе
| Сезон | Клуб              | Лига   | Игры | Голы |
| ----- | ----------------- | ------ | ---- | ---- |
| 1969  | Фурукава Электрик | JSL D1 | 6    | 0    |
| 1970  | Фурукава Электрик | JSL D1 | 14   | 0    |
| 1971  | Фурукава Электрик | JSL D1 | 13   | 3    |
| 1972  | Фурукава Электрик | JSL D1 | 12   | 6    |
| 1973  | Фурукава Электрик | JSL D1 | 17   | 2    |
| 1974  | Фурукава Электрик | JSL D1 | 18   | 2    |
| 1975  | Фурукава Электрик | JSL D1 | 18   | 2    |
| 1976  | Фурукава Электрик | JSL D1 | 18   | 1    |
| 1977  | Фурукава Электрик | JSL D1 | 8    | 1    |
| 1978  | Фурукава Электрик | JSL D1 | 0    | 0    |
| Итого | Итого             | Итого  | 124  | 17   |

### В сборной
| Сборная Японии | Сборная Японии | Сборная Японии |
| Год            | Игры           | Голы           |
| -------------- | -------------- | -------------- |
| 1970           | 6              | 0              |
| 1971           | 4              | 0              |
| 1972           | 8              | 2              |
| 1973           | 5              | 0              |
| 1974           | 5              | 1              |
| 1975           | 3              | 1              |
| 1976           | 15             | 0              |
| 1977           | 1              | 0              |
| Итого          | 47             | 4              |